# Scholz menageribyggnad

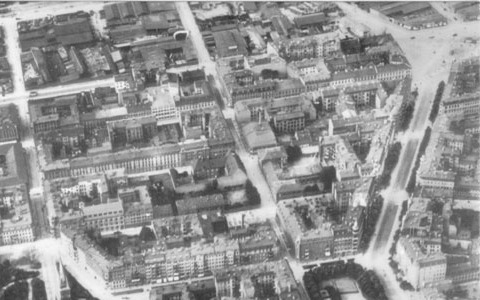
Menageribyggnaden upptill i mitten med Järntorget i övre högra hörnet

Scholz menageribyggnad var en cirkusbyggnad på tomten nr 55A i stadens elfte rote med adress Första Långgatan 5 i Göteborg. Huset uppfördes ursprungligen som vinterbyggnad åt Heinrich Scholz menageri, en kringresande cirkus som turnerade i bland annat Sverige från 1888 och en bit in på 1900-talet.
Andra namn som har använts på byggnaden (och tomten) är Valkyrian, Nya Vintertivoli och Arbetarekommunens Vinterpaviljong.

## Historik
Göteborgs stad köpte 1 juli 1887 hamnegendomarna nr 55 Litt. A och nr 55 Litt. B i stadens elfte rote av aktiebolaget Strömman & Larsson för 725 000 kr. Där hade tidigare deras första snickerifabrik, som verksamheten hade vuxit ur, legat. Tomten hyrdes en tid ut till grosshandlaren Wockatz som i sin tur hyrde ut den till flera firmor och sällskap, bland annat till Nationalgodtemplare. Natten till 5 juni 1889 utbröt en kraftig eldsvåda som totalförstörde alla de tidigare fabriksbyggnaderna och tillhörande magasin på de båda tomterna.

### 1890–1891
Under 1890, inför Heinrich Scholz sällskaps tredje säsong i Göteborg, arrenderade han tomten 55A och lät uppföra en byggnad i trä som skulle komma att fungera som manege för menageriet under vinterhalvåret då det var för kallt för sällskapet och djur att turnera. Scholz ansökte 18 oktober 1890 om tillstånd för "Djurförevisning" på tomten fram till 1 maj nästkommande år. Ansökan beviljades och premiärföreställning för allmänheten ägde rum söndagen 30 november. Omdömena i dagspressen var goda; "snygg", "prydlig", "rymlig" samt "lämpligt och praktiskt inredd" skrev tidningarna om den nya lokalen.
Annandag påsk, 30 mars 1891, hade menageriet sin avskedsföreställning i Göteborg för vintersäsongen 1890–1891 och sällskapet begav sig ut på turné med Skövde som första anhalt. Vid två tillfällen veckan innan annonserade Scholz i Göteborgs-Posten om att menageribyggnaden skulle hyras ut i ett halvår för att användas som upplag för "torra varor". Det är okänt ifall byggnaden verkligen hyrdes ut eller om den stod oanvänd under sommarsäsongen 1891.

### 1891–1892
Efter sin sommarturné där man hade gästat Skövde, Jönköping, Stockholm, Eskilstuna och Karlstad anlände Scholz menageri till Göteborg med tåg 11 november 1891 och inkvarterade sig åter i menageribyggnaden vid Första Långgatan. Scholz ansökte den 17 november om tillstånd för djuruppvisning på menageritomten fram till och med 1 maj nästkommande år. Ansökan beviljades och vintersäsongen tog sin början med premiärföreställningen fredag 20 november 1891.
Redan 30 mars 1892 lämnade menageriet Göteborg för att bege sig söderut. Man gästade Varberg, Halmstad och Helsingborg med föreställningar och tog sedan båt över till Danmark. Scholz menageri vistades därefter utomlands och återkom inte till Göteborg förrän på hösten 1895.

## Bilder

Karta från 1888 som visar tomten 55A i stadens 11:e rote
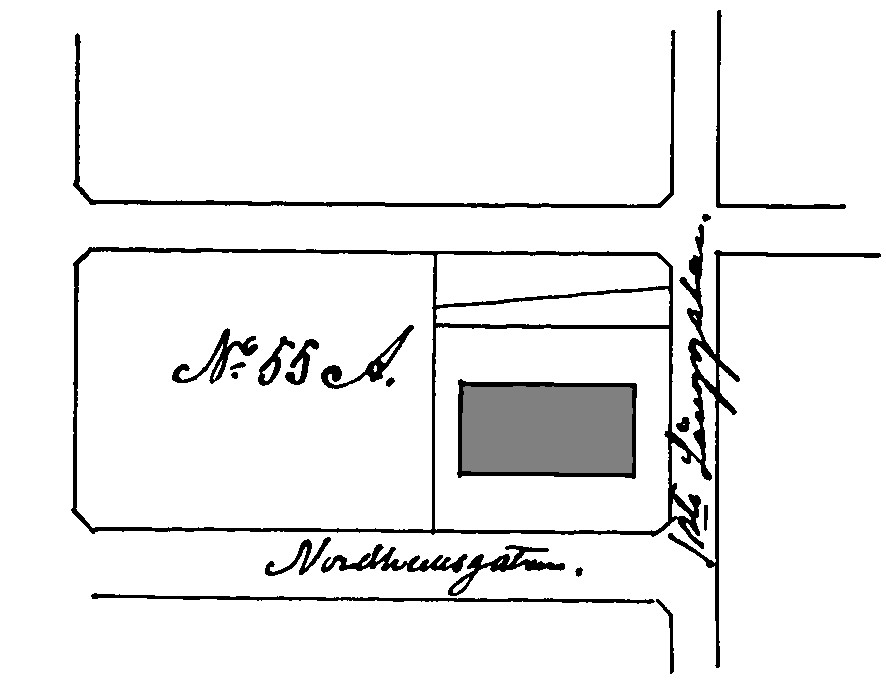
Situationsplan som visar byggnadens placering i hörnet Nordhemsgatan / Första Långgatan
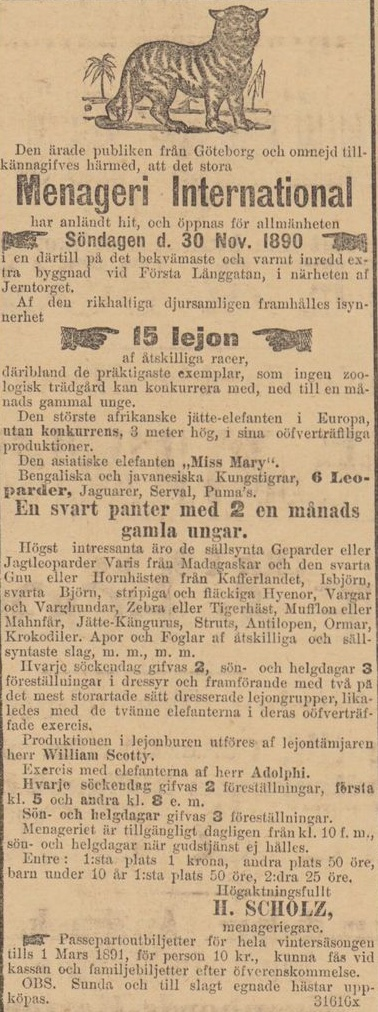
Annons inför premiären i nya menageribyggnaden ur GHT 29 november 1890
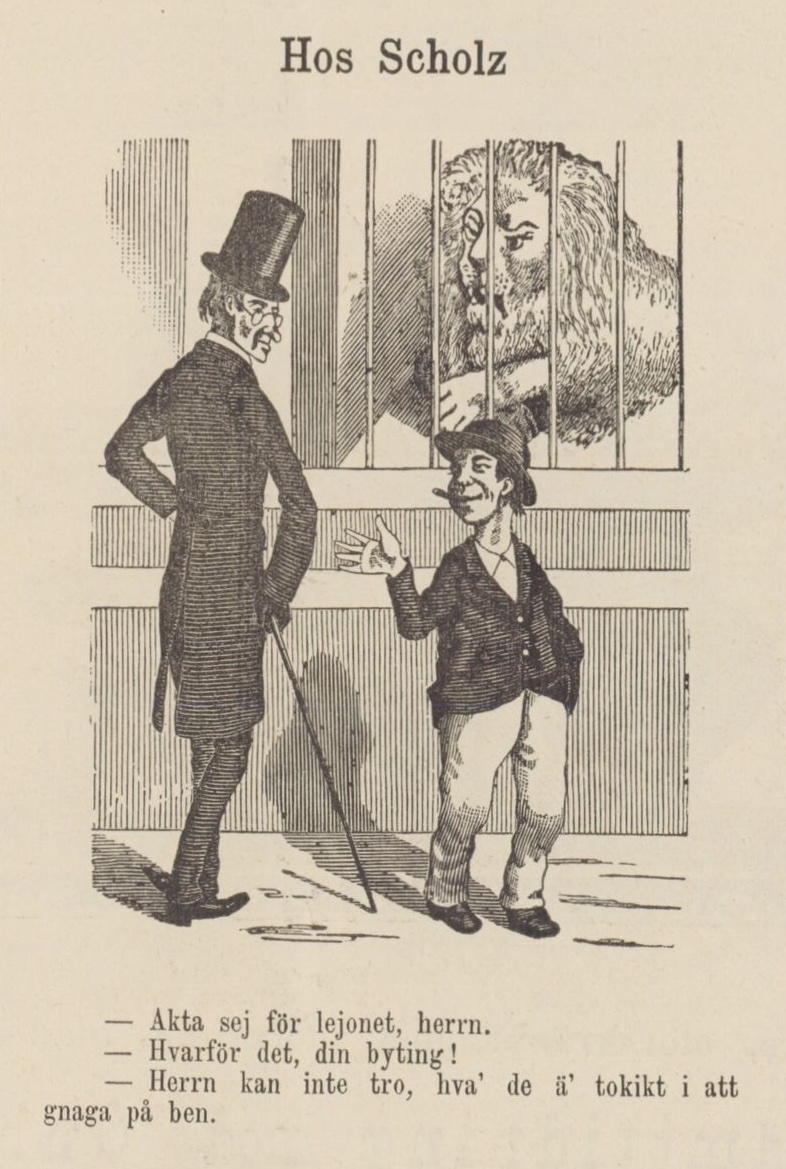
Skämtteckning publicerad i Kurre november 1891 inför vintersäsongen 1891-1892
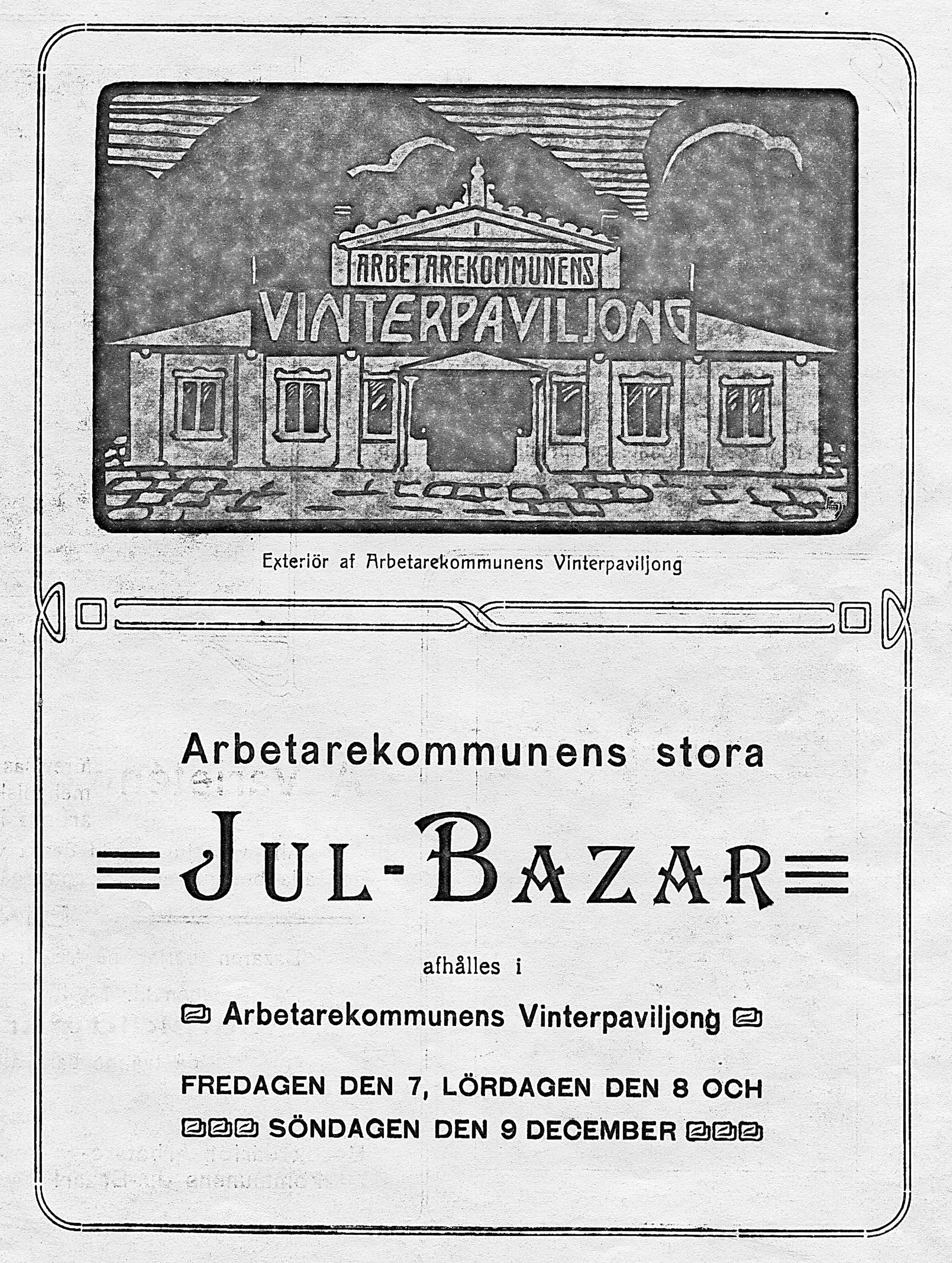
Göteborgs arbetarekommuns stora jul-bazar 1906